# Gullpucken
Gullpucken (z norw. Złoty Krążek) – nagroda przyznawana corocznie od sezonu 1958/1959 najlepszemu norweskiemu hokeiście. Wyróżnienie przyznaje Norweska Federacja Hokeja na Lodzie (NIHF). Laureat jest wybierany spośród wszystkich norweskich hokeistów i nie musi występować w danym sezonie w rozgrywkach norweskiej GET-ligaen. W sezonach 2000/2001, 2003/2004 i 2004/2005 nagrody nie przyznano.

## Nagrodzeni
| Sezon   | Zawodnik            | Klub                     |
| ------- | ------------------- | ------------------------ |
| 1958–59 | Leif Solheim        | Furuset IF               |
| 1959–60 | Tor Gundersen       | Vålerenga Oslo           |
| 1960–61 | Knut Nygård         | IK Skeid                 |
| 1961–62 | Roar Bakke          | Gamlebyen IF             |
| 1962–63 | Einar Bruno Larsen  | Vålerenga Oslo           |
| 1963–64 | Christian Petersen  | Gamlebyen IF             |
| 1964–65 | Thor Martinsen      | IK Skeid                 |
| 1965–66 | Per Skjerwen Olsen  | Vålerenga Oslo           |
| 1966–67 | Jan Erik Solberg    | Jar IL                   |
| 1967–68 | Olav Dalsøren       | IK Tigrene               |
| 1968–69 | Georg Smefjell      | IK Tigrene               |
| 1969–70 | Steinar Bjølbakk    | Vålerenga Oslo           |
| 1970–71 | Terje Thoen         | Sinsen IF                |
| 1971–72 | Steinar Bjølbakk    | Vålerenga Oslo           |
| 1972–73 | Arne Mikkelsen      | Vålerenga Oslo           |
| 1973–74 | Jan Kinder          | Hasle-Løren IL           |
| 1974–75 | Morten Johansen     | Frisk Asker              |
| 1975–76 | Svein Pedersen      | Hasle-Løren IL           |
| 1976–77 | Jørn Goldstein      | Manglerud Star           |
| 1977–78 | Roar Øfstedal       | Manglerud Star           |
| 1978–79 | Morten Sethereng    | Frisk Asker              |
| 1979–80 | Geir Myhre          | Hasle-Løren IL           |
| 1980–81 | Bjørn Skaare        | Furuset IF               |
| 1981–82 | Geir Myhre          | Sparta Warriors          |
| 1982–83 | Trond Abrahamsen    | Manglerud Star           |
| 1983–84 | Øivind Løsåmoen     | Storhamar Dragons        |
| 1984–85 | Erik Kristiansen    | Storhamar Dragons        |
| 1985–86 | Ørjan Løvdal        | Stjernen Hockey          |
| 1986–87 | Ørjan Løvdal        | Stjernen Hockey          |
| 1987–88 | Petter Salsten      | Furuset IF               |
| 1988–89 | Jim Marthinsen      | Trondheim Black Panthers |
| 1989–90 | Stephen Foyn        | Sparta Warriors          |
| 1990–91 | Geir Hoff           | Furuset IF               |
| 1991–92 | Jon Magne Karlstad  | Vålerenga Oslo           |
| 1992–93 | Jim Marthinsen      | Vålerenga Oslo           |
| 1993–94 | Espen Knutsen       | Vålerenga Oslo           |
| 1994–95 | Trond Magnussen     | Lillehammer IK           |
| 1995–96 | Ole Eskil Dahlstøm  | Storhamar Dragons        |
| 1996–97 | Petter Salsten      | Storhamar Dragons        |
| 1997–98 | Morten Finstad      | Stjernen Hockey          |
| 1998–99 | Svein Enok Nørstebø | Trondheim Black Panthers |
| 1999–00 | Pål Johnsen         | Storhamar Dragons        |
| 2001–02 | Mats Trygg          | Färjestad BK             |
| 2002–03 | Tommy Jakobsen      | DEG Metro Stars          |
| 2005–06 | Tore Vikingstad     | DEG Metro Stars          |
| 2006–07 | Anders Bastiansen   | Mora IK                  |
| 2007–08 | Mats Trygg          | Kölner Haie              |
| 2008–09 | Patrick Thoresen    | HC Lugano                |
| 2009–10 | Mats Zuccarello     | MODO Hockey              |
| 2010–11 | Anders Bastiansen   | Färjestad BK             |
| 2011–12 | Patrick Thoresen    | SKA Sankt Petersburg     |
| 2012–13 | Lars Haugen         | Dynama Mińsk             |
| 2013–14 | Jonas Holøs         | Łokomotiw Jarosław       |
| 2014–15 | Mathis Olimb        | Frölunda HC              |